# 歷加斯足球會
歷加斯（簡稱：RFK）是拉脫維亞一支足球會，成立於1923年12月14日。曾是1920-30年代拉國最強足球會，亦曾是拉國國家隊的骨幹球隊，因二戰而結束。

## 榮譽
- 拉脫維亞頂級聯賽:
  - 冠軍: 8 (1924-1926,1930-1931,1934-1935,1940)
  - 亞軍: 6 (1923,1927-1929,1933,1938)
- 拉脫維亞盃:
  - 冠軍: 2 (1937, 1939)

## 著名球員
- 艾歷斯·柏達辛斯
- 艾拔斯·勢比利斯
- 沙積斯·馬查士